# Gilles-Louis Chrétien
Gilles-Louis Chrétien (5 febrer 1754 – 4 March 1811) fou el creador de la màquina anomenada en francès physionotrace. També fou un important violoncel·lista francès.
Gilles-Louis Chrétien va néixer a Versalles. Va assumir la mateixa professió que el seu pare, músic de cambra a la cort del rei, i va esdevenir violoncel·lista. Retratista i gravador amb talent, va desenvolupar un dispositiu que mecanitzava parcialment el procés de retrat. El 1786 va inventar una màquina anomenada «physionotrace», amb la qual va fer retrats de perfil, produïda amb ajuda mecànica, que es completava, es reduïa en dibuix, es convertia en un gravat i es duplicava. Després es van reduir a siluetes, normalment per Fouquet, i posteriorment gravades en aiguatinta.
A partir de 1787 Chrétien va col·laborar amb el miniaturista Edme Quenedey i va anar a París. Quenedey va dibuixar i Chrétien en va fer els aiguaforts. A través d'alguns retrats de contemporanis famosos i nombrosos viatgers que van visitar París, es va assegurar un lloc en la història del retrat. A la tardor de 1789 Quenedey va establir el seu propi estudi i Chrétien va incorporar Jean Fouquet com a delineant el desembre del mateix any, que va ser substituït després de 1794, però probablement només el 1799 (temporalment?) per Jean Simon Fournier, que suposadament va treballar per Chrétien fins al voltant de 1800, però a tot tardar fins al 1805. El gran èxit de la seva invenció es basa menys en el fet que el seu aparell va mecanitzar el procés de retrat (ho va fer només en una mesura molt petita), sinó en la racionalització dels fluxos de treball i l'estandardització formal del producte "retrat", que difícilment és concebible sense l'ideal revolucionari d'égalité.
Moltes de les persones retratades són de gran interès, ja que es retratava les celebritats de l'època. Per exemple, trobem Robespierre, Mirabeau, i Marat; van ser alguns dels centenars de retrats que van produir. Edme Quénedey al principi estava associat amb ell, però després Chrétien va treballar en solitari. Va morir a París l'any 1811.

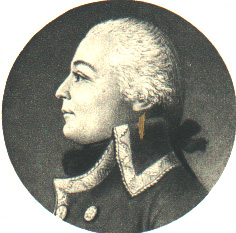
Retrat de François-Joseph Westermann.